# Sztywność karku
Sztywność karku – objaw oponowy obecny u 30% dorosłych z zapaleniem opon mózgowo rdzeniowych.
Przy dodatnim (patologia) objawie oponowym bierne lub czynne przygięcie głowy do klatki piersiowej jest w różnym stopniu utrudnione, niekiedy całkowicie niemożliwe.
Ujemny objaw jest fizjologiczny.
Niekiedy nasilenie sztywności karku mierzy się poprzez zmierzenie palcami pacjenta (nie swoimi!) odległości pomiędzy brodą a klatką piersiową podczas przyginania głowy.
Przyczyną sztywności karku może być wzrost ciśnienia śródczaszkowego czy zapalenie opon mózgowo-rdzeniowych.